# سیارک ۱۷۹۳۰
سیارک ۱۷۹۳۰ (به انگلیسی: 17930 Kennethott، نامگذاری:1999GE24) هفده هزار و نهصد و سی‌امین سیارک کشف شده‌است که در ۶ آوریل ۱۹۹۹ کشف شد.
قدر مطلق سیارک برابر ۱۴.۱ است.